# Аллер, Самуил Иванович
Самуил Иванович Аллер (Самуил Готтлиб; 12 (23) сентября 1789 — 05 (17) ноября 1860) — русский писатель лютеранского вероисповедания, общественный и государственный деятель, участник Отечественной войны 1812 года.

## Биография
Самуил Иванович имел чин действительного статского советника. Служил государству более 35 лет, а после выхода в отставку был депутатом по выборам дворянства Санкт-Петербургского уезда. С 1846 г. и до конца жизни состоял гласным Санкт-Петербургской городской думы, а также членом церковного совета евангелическо-лютеранской церкви св. Петра. Уделял внимание российской пенитенциарной системе, вследствие чего более 40 лет был членом комитета попечительного общества о тюрьмах. В 1820-х годах издал следующие книги:
- «Указатель жилищ и зданий в С.-Петербурге, или Адресная книга с планом и таблицей пожарных сигналов, издал Самуил Аллер на 1823 г.», СПб, 1822,
- «Руководство к отыскиванию жилищ по С.-Петербургу или Прибавление к Адресной книге: Указатель жилищ и зданий в С.-Петербурге», СПб, 1824 и
- «Описание наводнения, бывшего в С.-Петербурге 7-го ноября 1824 г.», СПб, 1826.

Была известна богатая дача Аллера, граничившая с Каменноостровским проспектом, но в конце 1880-х годов она уже не существовала.
Похоронен на Волковском лютеранском кладбище, с супругой Доротеей-Генриеттой и Михаилом фон Аллер (27.11.1830—23.01.1874). Могила утрачена.

## Семья
Супруга Доротея-Генриетта фон Аллер (урожд. Блок) (25.11.1790-17.11.1854). Дети:
- Александр Самойлович Аллер (1824—1895) — генерал от инфантерии.
- Михаил Самойлович Аллер (1831—?)

- Портрет Александра Самойловича Аллера работы Владимира Гау, 1850-е гг.
- Портрет Михаила
Самойловича Аллера работы Владимира Гау, 1850-е гг.